# شون كويل
شون كويل (بالإنجليزية: Sean Coyle)‏ هو لاعب كرة قاعدة أمريكي، ولد في 17 يناير 1992 في تشالفونت في الولايات المتحدة.

## وصلات خارجية
- شون كويل على موقع دوري كرة القاعدة الرئيسي (الإنجليزية)
- شون كويل على موقعبيزبول رفرنس.كوم (الدوري الثانوي) (الإنجليزية)
- شون كويل على موقع إي إس بي إن.كوم (أم.أل.بي) (الإنجليزية)
- شون كويل على موقع مشجعي الرسوم البيانية (الإنجليزية)